# Shanghai Golden Grand Prix 2017
Shanghai Golden Grand Prix 2017 byl lehkoatletický mítink, který se konal 13. května 2017 v čínském městě Šanghaji. Byl součástí série mítinků Diamantová liga.

## Výsledky

### Muži
| Disciplína            | 1. místo                 | 2. místo                  | 3. místo                |
| Běh na 100 m          | Su Bingtian 10,09        | Michael Rodgers 10,13     | Ben-Youssef Meïté 10,15 |
| Běh na 200 m          | Noah Lyles 19,90         | LaShawn Merritt 20,27     | Adam Gemili 20,35       |
| Běh na 800 m          | Kipyegon Bett 1:44,70    | Robert Biwott 1:45,15     | Ferguson Rotich 1:45,17 |
| Běh na 110 m překážek | Omar McLeod 13,09        | Orlando Ortega 13,15      | Xie Wenjun 13,31        |
| Běh na 400 m překážek | Bershawn Jackson 48,63   | Louis Jacob van Zyl 49,35 | Rasmus Mägi 49,38       |
| Skok vysoký           | Mutaz Essa Baršim 233 cm | Wang Yu 230 cm            | Andrij Procenko 227 cm  |
| Skok o tyči           | Sam Kendricks 5,88 m     | Renaud Lavillenie 5,83 m  | Shawnacy Barber 5,60 m  |
| Skok daleký           | Luvo Manyonga 861 cm     | Gao Xinglong 822 cm       | Huang Changzhou 820 cm  |
| Hod diskem            | Philip Milanov 64,94 m   | Piotr Małachowski 64,36 m | Daniel Ståhl 64,14 m    |

### Ženy
| Disciplína             | 1. místo                        | 2. místo                   | 3. místo                   |
| Běh na 100 m           | Elaine Thompsonová 10,78        | Tori Bowieová 11,04        | Marie-Josée Ta Lou 11,07   |
| Běh na 400 m           | Shaunae Millerová-Uiboová 49,77 | Natasha Hastingsová 50,74  | Olha Zemlak 50,89          |
| Běh na 1500 m          | Faith Kipyegonová 3:59,22       | Dawit Seyaumová 4:00,52    | Besu Sado 4:03,10          |
| Běh na 5000 m          | Hellen Obiriová 14:22,47        | Senbere Teferiová 14:31,76 | Letesenbet Gidey 14:36,84  |
| Běh na 3000 m překážek | Ruth Jebetová 9:04,78           | Hyvin Jepkemoiová 9:06,72  | Celliphine Chespol 9:07,08 |
| Vrh kouli              | Kung Li-ťiao 19,46 m            | Daniella Bunch 18,98 m     | Anita Mártonová 18,69 m    |
| Hod diskem             | Sandra Perkovićová 66,94 m      | Dani Samuelsová 66,47 m    | Denia Caballerová 65,76 m  |